# Ostrzał Mikołajowa amunicją kasetową
Ostrzały Mikołajowa amunicją kasetową – ataki w Mikołajowie przeprowadzane przez Siły Zbrojne Federacji Rosyjskiej podczas inwazji Rosji na Ukrainę. Użycie amunicji kasetowej miało miejsce wielokrotnie podczas ostrzałów miasta, w których ucierpiała głównie infrastruktura cywilna. Pociski był wystrzeliwane z systemów artylerii rakietowej BM-27 Uragan oraz BM-30 Smiercz. Najtragiczniejsze ataki nastąpiły 13 marca, 4 kwietnia oraz 12 lipca 2022 roku. Na skutek tych ostrzałów pociskami kasetowymi zginęło łącznie 19 osób, a 58 zostało rannych.
Według Human Rights Watch ostrzały Mikołajowa amunicją kasetową można uznać za zbrodnie wojenne.

## Atak z 13 marca
W ataku z 13 marca zginęło dziewięciu cywilów, którzy stali w kolejce do bankomatu.

## Atak z 4 kwietnia
Jak poinformował mer Mikołajowa Ołeksandr Sienkewycz w ataku na Mikołajów 4 kwietnia zginęło 10 osób, a 46 zostało rannych. Rosyjskie wojska tego dnia ostrzelało budynki mieszkalne, budynki dwóch szpitali, domu dziecka, 11 przedszkoli i 13 placówek oświatowych.

## Atak z 12 lipca
W nocy 12 lipca wojska rosyjskie dokonały ostrzału Mikołajowa przy użyciu amunicji kasetowej oraz wieloprowadnicowych wyrzutni rakietowych 9A52-4 Tornado. Zastępca Kierownika Biura Prezydenta Ukrainy Kyryło Tymoszenko potwierdził, że trafiono w liceum, szpital oraz budynki mieszkalne. W ataku zostało rannych 12 osób.